# Hugo Brehmer

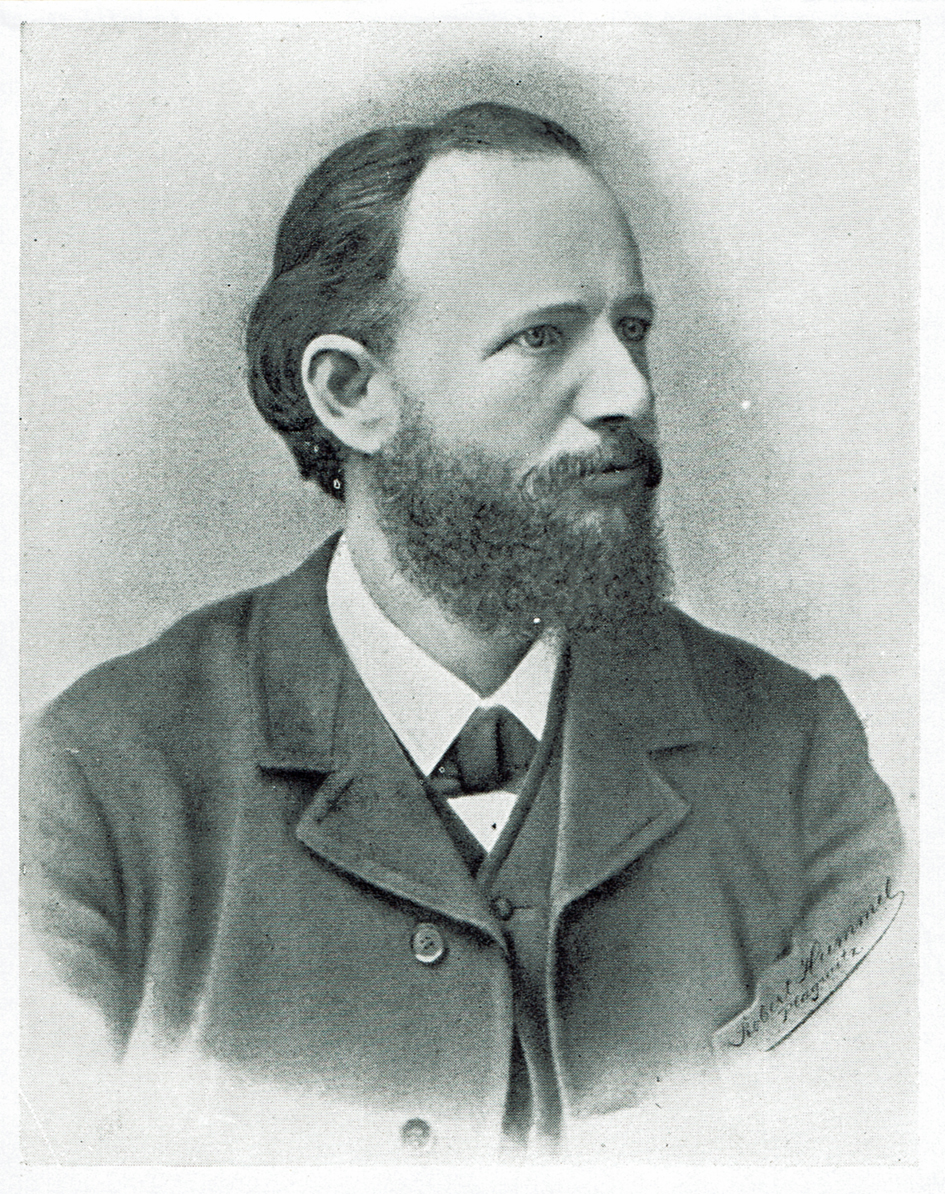
Hugo Brehmer, Fotografie von Robert Hummel, vor 1891

Hugo Brehmer (* 26. oder 27. Oktober 1844 in Lübeck; † 24. Dezember 1891 in Leipzig) war ein deutscher Maschinenbau-Unternehmer und Erfinder. Seine Karriere ist immer eng mit seinem zwei Jahre jüngeren Bruder August Brehmer zu sehen, die gemeinsam das Unternehmen Gebrüder Brehmer gründeten und auch weitestgehend die gleichen Qualifikationen vorweisen konnten.

## Leben

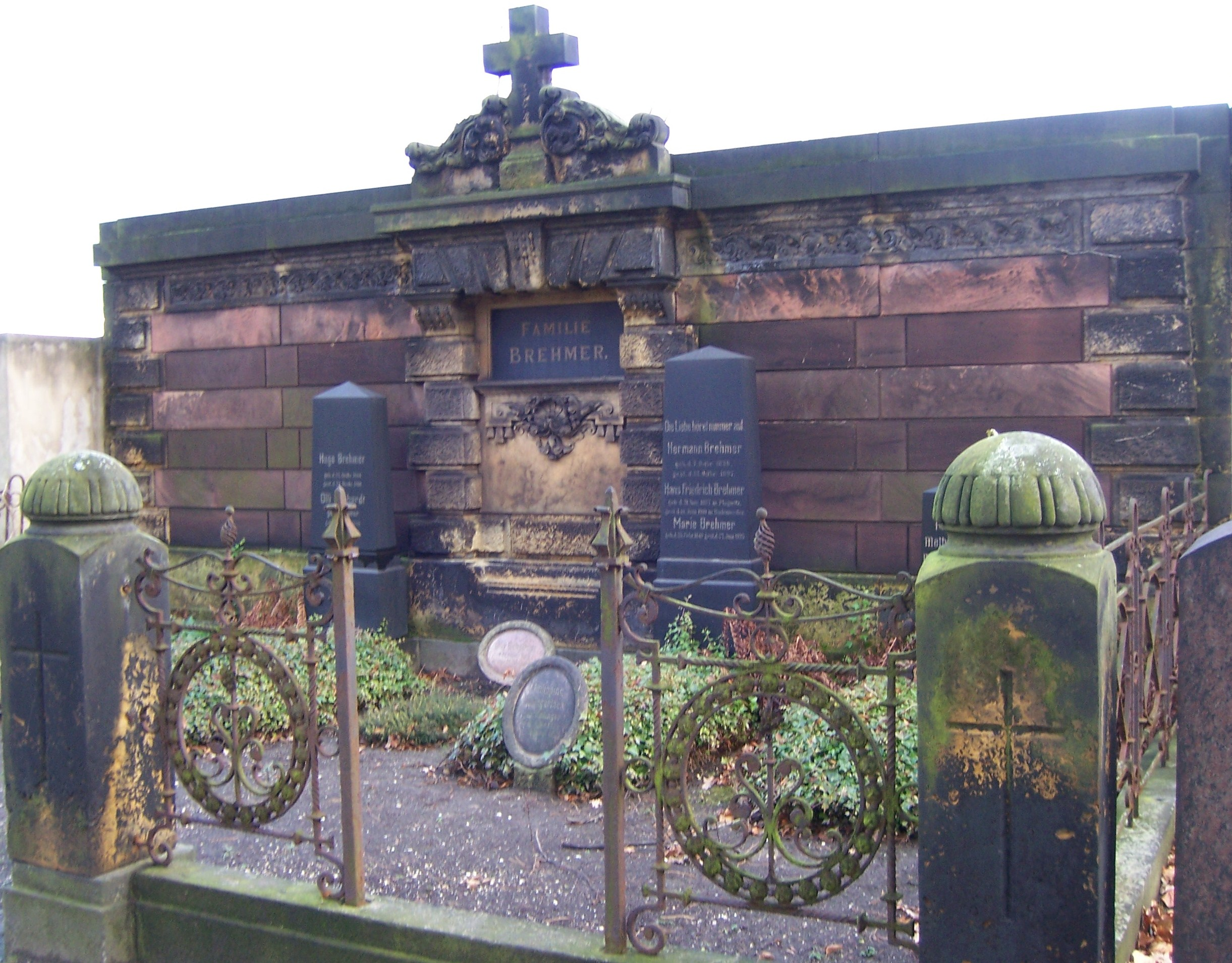
Erbbegräbnis der Familie Brehmer auf dem Friedhof Leipzig-Plagwitz

Hugo Brehmer war der Sohn des Gutspächters Friedrich Brehmer in Falkenhusen bei Lübeck; Nikolaus Heinrich Brehmer war sein Großvater. 1860 begann Hugo Brehmer eine Ausbildung als Schlosser und Maschinenbauer bei der Lübeck-Büchener Eisenbahngesellschaft. 1865 arbeiteten die Brehmer-Brüder als Schlosser bei Borsig in Berlin. Von 1866 bis 1868 besuchten sie die Werkmeisterschule in Chemnitz, um anschließend getrennt für etwa zwei Jahre auf Wanderschaft zu gehen.
Um 1870 siedelte zunächst August Brehmer in die USA über, um dort in Philadelphia bei dem Unternehmer und Erfinder Henry R. Heyl zu arbeiten. Nachdem Brehmer im Auftrag seines Arbeitgebers eine Faltschachtel mit Drahtheftung entwickelte, gründete Heyl das Unternehmen Novelty Paper Box Company. Auf Anregung Brehmers ließ das Unternehmen seinen Bruder Hugo ebenfalls nach Philadelphia kommen. Um die Faltschachteln herstellen zu können, erfand Hugo Brehmer 1872 eine Drahtheftmaschine. Die Novelty Paper Box Company überließ den Brehmer-Brüdern zunächst pachtweise die Produktionsstätten mit den Maschinen, 1873 entstand aus diesen das eigenständige Unternehmen Brehmer Brothers. Im Jahr 1875 entwickelte Hugo Brehmer seine Erfindung zur ersten Drahtheftmaschine für die Buchproduktion weiter, das erste mit dieser diesen Maschinen hergestellte Buch war der Hauptkatalog zur Weltausstellung 1876 in Philadelphia.
Im Frühjahr 1879 siedelte Brehmer mit seinem Bruder nach Leipzig über und eröffnete im westlichen Vorort Lindenau das Unternehmen Gebrüder Brehmer, das damit begann, Buchbindereimaschinen herzustellen. Im Kaiserreich entwickelte sich das Unternehmen zu einem wichtigen Betrieb im Leipziger Westen.

## Familie
Hugo Brehmer war mit Friedericke Elisabeth Magdalena Spilhaus (1843–1923) aus Lübeck verheiratet. Sein Bruder Hermann Brehmer (1839–1897) heiratete deren Schwester Auguste Wilhelmina Marie Spilhaus (1849–1925). Die beiden Schwestern hatten vier weitere Geschwister, von denen ein Bruder der Kaufmann Arnold Wilhelm Spilhaus war. Sein Sohn war Friedrich Brehmer.